# سن-ویکتور، کبک
سن-ویکتور (به فرانسوی: Saint-Victor) شهری در منطقه شهری روبر-کلیش ناحیه شودییر-آپالاش در استان کبک کانادا است. در سرشماری سال ۲۰۱۱ این شهر ۲٬۴۸۵ نفر جمعیت داشته‌است و مساحت آن ۱۲۰٫۹۴ کیلومتر مربع است.

## نگارخانه

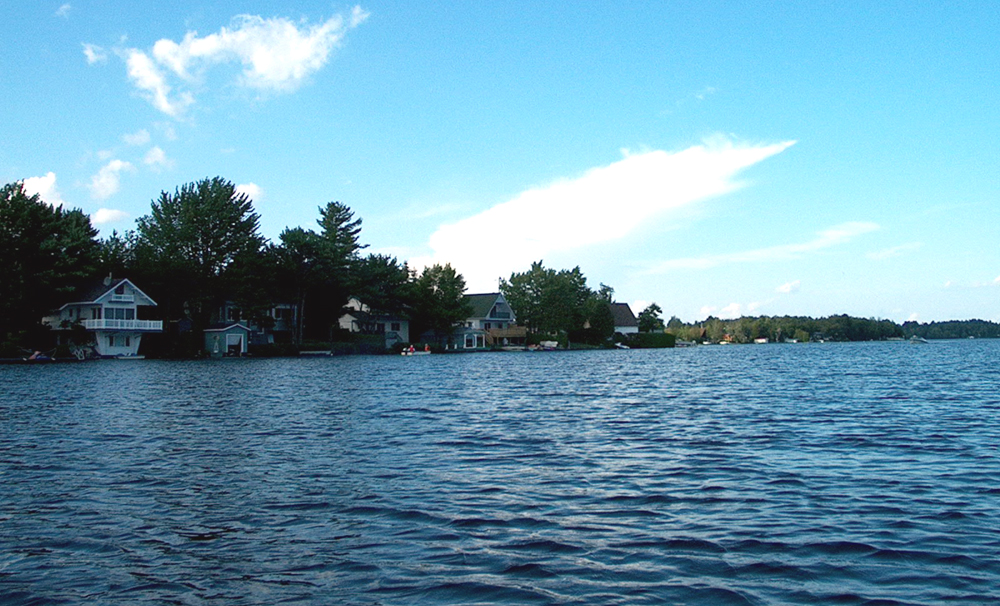
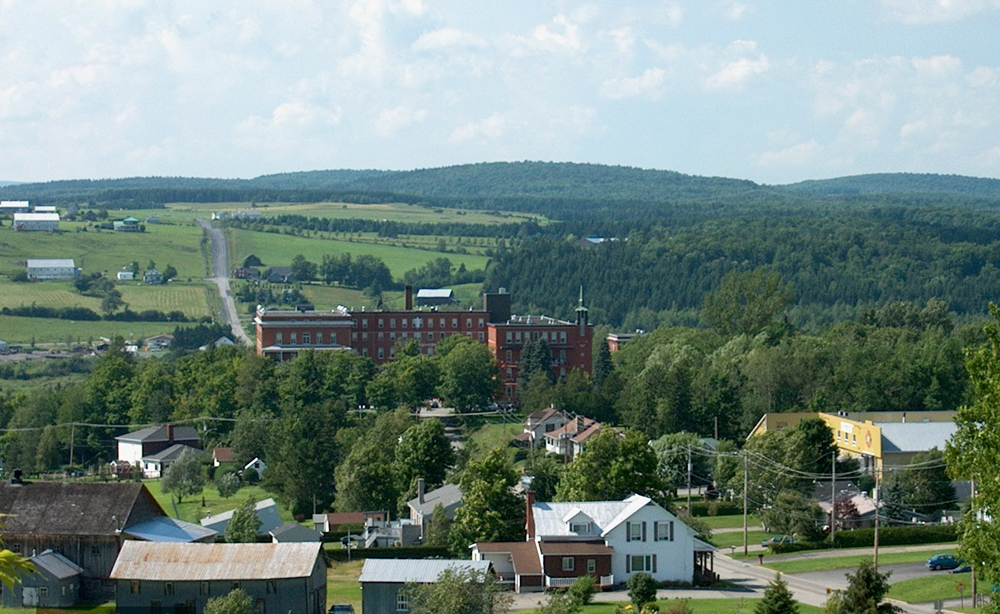
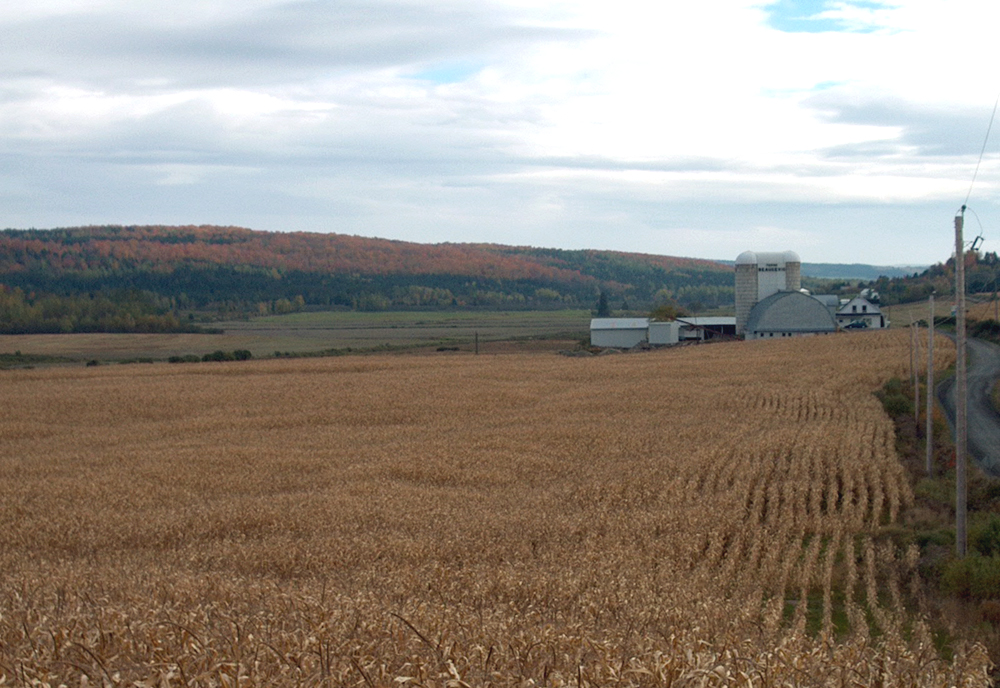
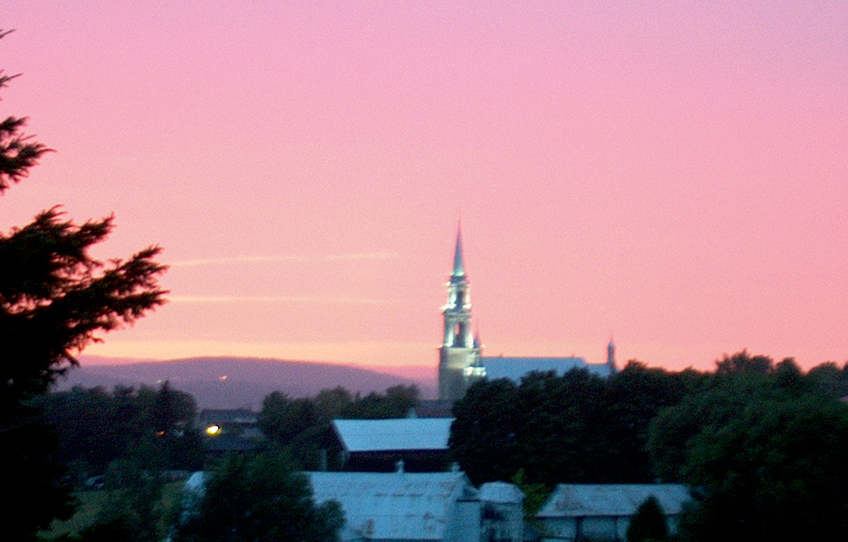
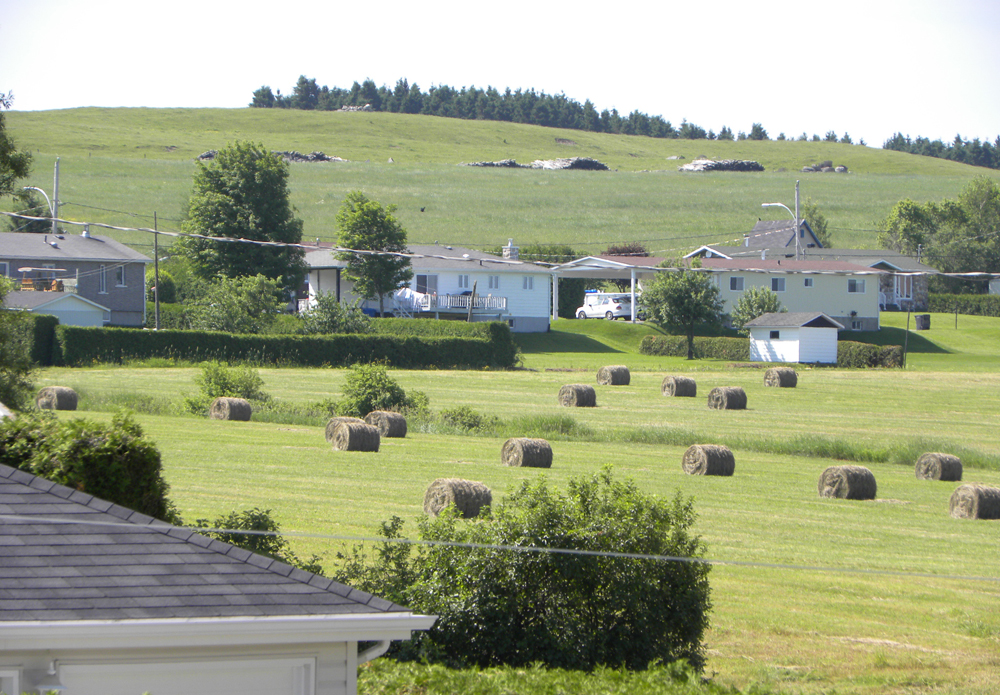
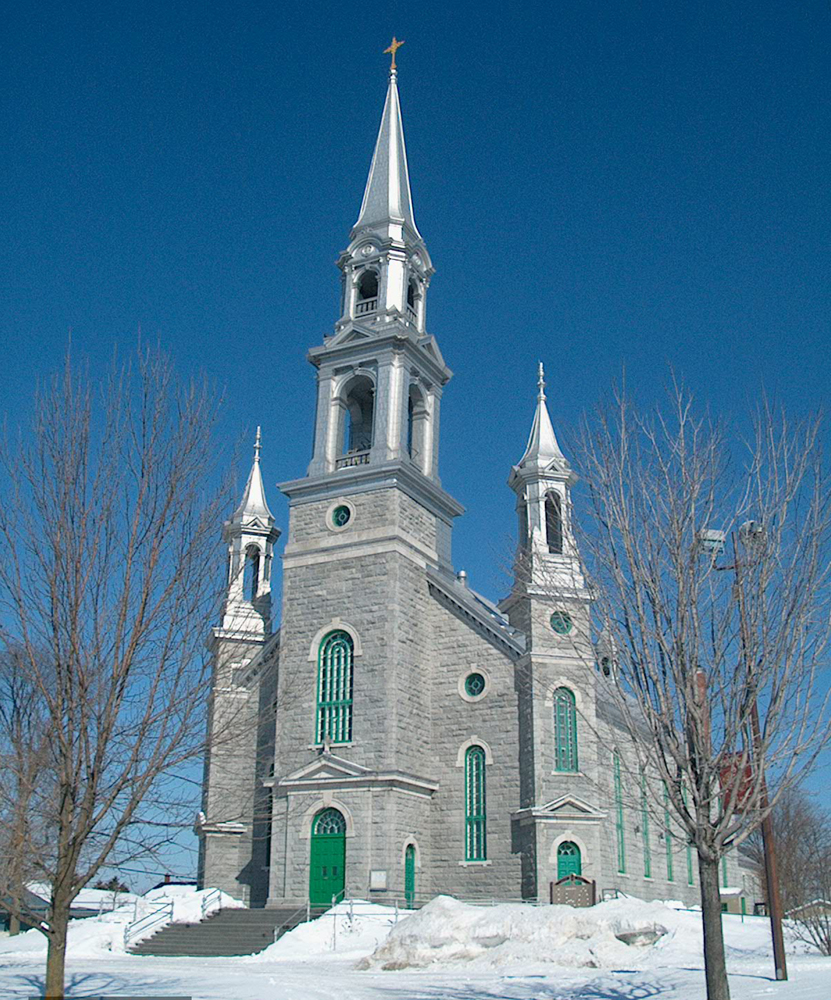
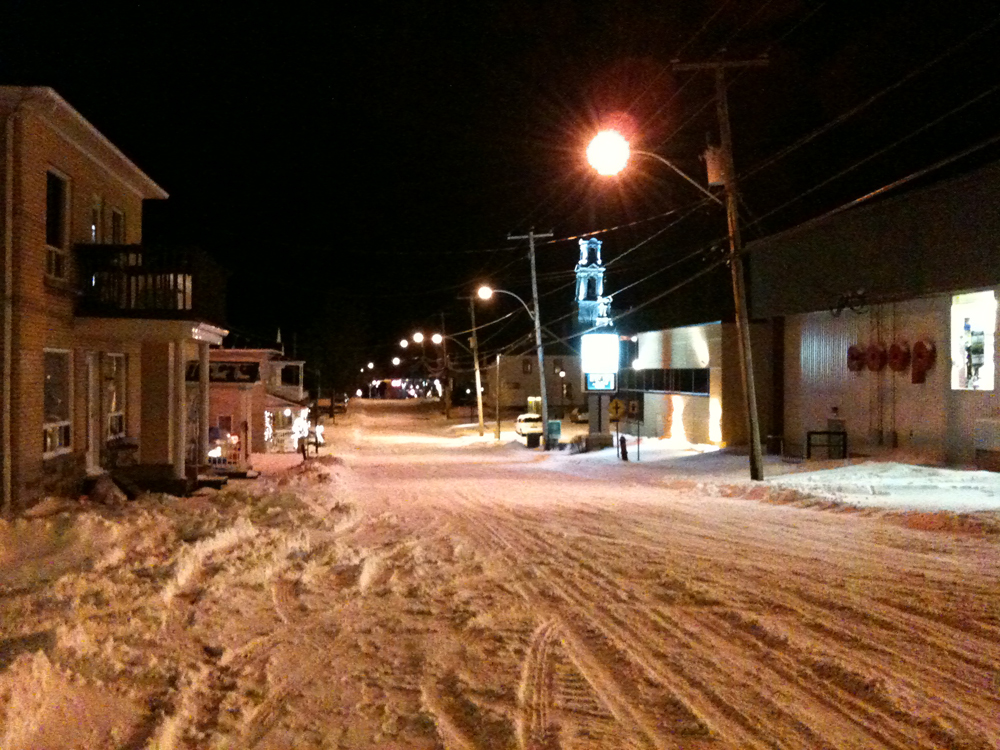
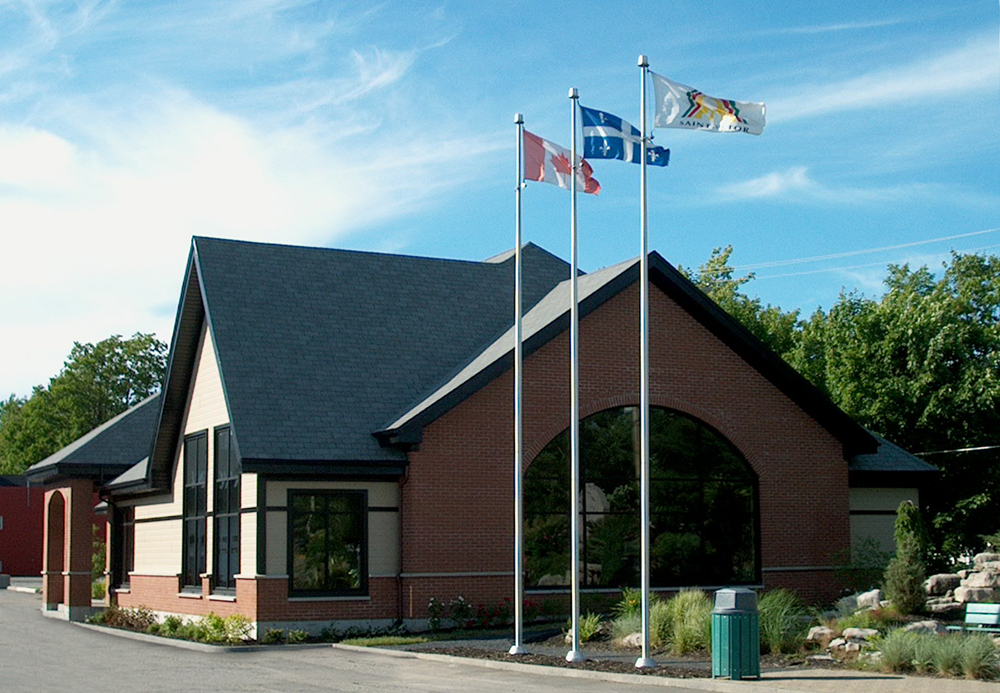